# Periferie (aardrijkskunde)
De periferie is een aardrijkskundig begrip dat "randgebied" of "achterland" betekent.
Het kan betrekking hebben op verschillende schaalniveaus; op lokaal niveau worden er vaak de buitenwijken en voorsteden van een stad mee aangeduid, op regionaal of nationaal niveau het (vaak rurale en in het binnenland gelegen) achterland, en op mondiaal niveau de minder ontwikkelde landen (ook wel de Derde Wereld).
Het staat vaak in contrast met het begrip centrum. Het centrum van een stad is het hart van de stad, waar de voorzieningen zijn. Het centrum van een land is het (vaak industriële, beter ontwikkelde en aan de kust gelegen) voornaamste gebied, en het centrum van de wereld zijn de rijke, meestal kapitalistische landen (ook wel de Eerste Wereld).